# Copa dos Campeões Europeus da FIBA de 1988–89
A Copa dos Campeões Europeus da FIBA de 1988-89 foi a 32ª edição da principal competição europeia de clubes profissionais da Europa conhecida hoje como EuroLiga. A final foi sediada no Olympiahalle em Munique na Alemanha Ocidental em 6 de abril de 1989. Na ocasião o Jugoplastika Split conquistou seu primeiro título europeu  de três consecutivos vencendo a equipe do Maccabi Tel Aviv por 69–75. 

## Primeira fase
| Equipe 1         | Total   | Equipe 2         | 1.º jogo | 2.º jogo |
| ---------------- | ------- | ---------------- | -------- | -------- |
| Partizani Tirana | 180-176 | ZTE              | 101–90   | 79–86    |
| BMS              | 172-191 | Sunair Oostende  | 86–97    | 86–94    |
| Ovarense         | 227-151 | Contern          | 113–64   | 114–87   |
| AEL              | 143-230 | Aris Salônica    | 67–115   | 76–115   |
| KTP              | 217-173 | Champel Genève   | 101–66   | 116–107  |
| Eczacıbaşı       | 141-145 | Zbrojovka Brno   | 79–66    | 62–79    |
| Asker            | 155-234 | Nashua EBBC      | 81–103   | 74–131   |
| Klosterneuburg   | 155-156 | Balkan Botevgrad | 83–82    | 72–74    |

## Oitavas de finais
| Equipe 1         | Total   | Equipe 2               | 1.º jogo | 2.º jogo |
| ---------------- | ------- | ---------------------- | -------- | -------- |
| Partizani Tirana | 156-192 | Scavolini Pesaro       | 72–84    | 84–108   |
| Sunair Oostende  | 182-197 | Maccabi Elite Tel Aviv | 91–104   | 91–93    |
| Ovarense         | 163-207 | Jugoplastika Split     | 87–94    | 76–113   |
| Södertälje       | 175-190 | Aris Salônica          | 93–85    | 82–105   |
| KTP              | 152-181 | FC Barcelona           | 78–87    | 74–94    |
| Zbrojovka Brno   | 141-240 | CSP Limoges            | 87–111   | 54–129   |
| Nashua EBBC      | 176-160 | Saturn Köln            | 90–87    | 86–73    |
| Balkan Botevgrad | 148-190 | CSKA Moscou            | 80–103   | 68–87    |

## Grupo de quartas de finais
|  | As quatro equipes melhor classificadas avançam ao Final four |

|    | Equipe                 | J  | Pts | V  | D  | PF   | PA   |
| -- | ---------------------- | -- | --- | -- | -- | ---- | ---- |
| 1. | Maccabi Elite Tel Aviv | 14 | 26  | 12 | 2  | 1314 | 1221 |
| 2. | FC Barcelona           | 14 | 25  | 11 | 3  | 1207 | 1120 |
| 3. | Jugoplastika Split     | 14 | 22  | 8  | 6  | 1205 | 1167 |
| 4. | Aris Salônica          | 14 | 22  | 8  | 6  | 1269 | 1261 |
| 5. | CSP Limoges            | 14 | 20  | 6  | 8  | 1269 | 1266 |
| 6. | Scavolini Pesaro       | 14 | 19  | 5  | 9  | 1130 | 1174 |
| 7. | CSKA Moscou            | 14 | 18  | 4  | 10 | 1156 | 1194 |
| 8. | Nashua EBBC            | 14 | 16  | 2  | 12 | 1159 | 1306 |

## Final four

### Semifinais
4 de abril, Olympiahalle, Munique
| Equipe 1               | Resultado | Equipe 2           |
| ---------------------- | --------- | ------------------ |
| Maccabi Elite Tel Aviv | 99–86     | Aris Salônica      |
| FC Barcelona           | 77–87     | Jugoplastika Split |

### Decisão do 3º colocado
6 de abril, Olympiahalle, Munique
| Equipe 1      | Resultado | Equipe 2     |
| ------------- | --------- | ------------ |
| Aris Salônica | 88–71     | FC Barcelona |

### Final
6 de abril, Olympiahalle, Munique
| Equipe 1               | Resultado | Equipe 2           |
| ---------------------- | --------- | ------------------ |
| Maccabi Elite Tel Aviv | 69–75     | Jugoplastika Split |

| Copa dos campeões europeus de 1988–89 Campeão |
| --------------------------------------------- |
| Jugoplastika Split 1º Título                  |

### Colocação final
|  | Equipe                 |
|  | ---------------------- |
|  | Jugoplastika Split     |
|  | Maccabi Elite Tel Aviv |
|  | Aris Salônica          |
|  | FC Barcelona           |